# أفجكية ماهيدولية
أفجكية ماهيدولية (الاسم العلمي:Afgekia mahidolae) هي نوع من النباتات يتبع جنس الأفجكية من الفصيلة البقولية. سمي هذا النوع تكريماً للأمير التايلندي ماهيدول أدولياديج (1892-1929), أمير سيام وأمير سونغكلا.